# Paseo de la Mostra de València
El paseo de la Mostra de València está situado en el Paseo marítimo de la playa de la Malvarrosa de Valencia, se extiende desde el antiguo balneario de las Arenas hasta la casa Blasco Ibáñez.
El acto inaugural estuvo presidido por la exalcaldesa de Valencia, Rita Barberá, y el director de la Mostra de València, José Antonio Escrivá, con la presencia de Alain Delon con motivo de la XXV edición de la Mostra de València-Cinema del Mediterrani y de numerosos homenajeados y familiares de los ya fallecidos.

## Placa conmemorativa
Dedica una placa o baldosa conmemorativa, al estilo del Paseo de la Fama de Hollywood, a cada uno de los directores y actores a quienes el festival ha rendido tributo a lo largo de su andadura
. Son placas de granito negro brillante, 80 por 80 centímetros y 80 kilos, en las que se representa una palmera (símbolo del certamen), con el nombre del personaje inscrito en ella. Dedicadas a :
- Luis García Berlanga
- Tony Leblanc
- Maribel Verdú
- Concha Velasco
- Amparo Soler Leal
- Aurora Bautista
- Antonio Ozores
- Omero Antonutti
- Jaime de Armiñán
- Luis Sánchez Polack "Tip"
- Silvana Mangano
- Ismael Merlo
- Vittorio Gassman
- Yves Montand
- Fernando Fernán Gómez
- Alfredo Matas
- Costa Gavras
- Irene Papas
- Juanjo Puigcorbé
- Victoria Vera
- Analía Gadé